# Lista de filmes portugueses de 2023
Lista de filmes portugueses de longa-metragem lançados comercialmente em Portugal em 2023, nas salas de cinemas.

## Lista
Nota: Na coluna coprodução, passando o cursor sobre a bandeira aparecerá o nome do país correspondente.
| #  | Filme                                       | Realização                                   | Género                 | Estreia         | Coprodução                       | Class |
| -- | ------------------------------------------- | -------------------------------------------- | ---------------------- | --------------- | -------------------------------- | ----- |
| 1  | Abandonados                                 | Francisco Manso                              | Drama, guerra          | 6 de julho      | —                                | M/12  |
| 2  | Águas do Pastaza                            | Inês T. Alves                                | Documentário           | 2 de março      | —                                | M/12  |
| 3  | Amadeo                                      | Vicente Alves do Ó                           | Biografia, drama       | 26 de janeiro   | —                                | M/12  |
| 4  | A Arte da Memória                           | Rodrigo Areias                               | Documentário           | 19 de janeiro   | Brasil                           | M/12  |
| 5  | A Arte de Morrer Longe                      | Júlio Alves                                  | Drama                  | 2 de março      | —                                | M/12  |
| 6  | Aurinegro                                   | Gonçalo L. Almeida                           | Documentário           | 27 de abril     | —                                | —     |
| 7  | A Bela América                              | António Ferreira                             | Comédia, drama         | 5 de outubro    | —                                | M/12  |
| 8  | Cidade Rabat                                | Susana Nobre                                 | Drama                  | 22 de junho     | França                           | M/12  |
| 9  | Os Demónios do Meu Avô                      | Nuno Beato                                   | Animação               | 22 de junho     | França · Espanha                 | M/14  |
| 10 | Diálogo de Sombras                          | Júlio Alves                                  | Documentário           | 23 de março     | —                                | M/12  |
| 11 | Um Filme do Caraças                         | Hugo Diogo                                   | Comédia                | 17 de agosto    | —                                | M/14  |
| 12 | Frágil                                      | Pedro Henrique                               | Comédia                | 12 de janeiro   | —                                | M/12  |
| 13 | Great Yarmouth - Provisional Figures        | Marco Martins                                | Drama                  | 16 de março     | França · Reino Unido             | M/12  |
| 14 | Guerra                                      | José Oliveira Marta Ramos                    | Drama                  | 19 de janeiro   | —                                | M/14  |
| 15 | Índia                                       | Telmo Churro                                 | Drama                  | 23 de novembro  | —                                | M/12  |
| 16 | Interdit aux chiens et aux Italiens         | Alain Ughetto                                | Animação               | 30 de março     | França · Itália · Suíça          | M/12  |
| 17 | Já Nada Sei                                 | Luís Diogo                                   | Drama                  | 27 de abril     | —                                | M/14  |
| 18 | João Ayres, Pintor Independente             | Diogo Varela Silva                           | Documentário           | 9 de fevereiro  | —                                | M/12  |
| 19 | Légua                                       | João Miller Guerra Filipa Reis               | Drama                  | 29 de junho     | —                                | M/12  |
| 20 | Mal Viver                                   | João Canijo                                  | Drama                  | 11 de maio      | França                           | M/14  |
| 21 | Margot                                      | Catarina Alves Costa                         | Documentário           | 30 de março     | —                                | M/12  |
| 22 | A Minha Casinha                             | António Sequeira                             | Drama, comédia         | 14 de dezembro  | França                           | M/12  |
| 23 | Morada                                      | Eva Ângelo                                   | Documentário           | 16 de fevereiro | —                                | M/12  |
| 24 | A Morte de uma Cidade                       | João Rosas                                   | Documentário           | 25 de maio      | —                                | M/12  |
| 25 | Nação Valente                               | Carlos Conceição                             | Drama                  | 20 de abril     | França · Angola                  | M/14  |
| 26 | Não Sou Nada - The Nothingless Club         | Edgar Pêra                                   | Drama                  | 26 de outubro   | —                                | M/14  |
| 27 | Nayola                                      | José Miguel Ribeiro                          | Animação               | 13 de abril     | França · Bélgica · Países Baixos | M/14  |
| 28 | A Noiva                                     | Sérgio Tréfaut                               | Drama                  | 12 de janeiro   | —                                | M/12  |
| 29 | Aos Nossos Filhos                           | Maria de Medeiros                            | Drama                  | 1 de junho      | Brasil                           | M/14  |
| 30 | Onde Fica Esta Rua?                         | João Pedro Rodrigues João Rui Guerra da Mata | Documentário           | 30 de novembro  | França                           | —     |
| 31 | Pacification                                | Albert Serra                                 | Drama, thriller        | 9 de março      | França                           | M/12  |
| 32 | Pátria                                      | Bruno Gascon                                 | Drama, thriller        | 19 de outubro   | —                                | M/14  |
| 33 | Pôr do Sol: O Mistério do Colar de São Cajó | Manuel Pureza                                | Comédia                | 3 de agosto     | —                                | M/12  |
| 34 | Posso Olhar Por Ti                          | Francisco Lobo Faria                         | Aventura               | 30 de março     | —                                | M/12  |
| 35 | O Que Podem as Palavras                     | Luísa Sequeira Luísa Marinho                 | Animação, documentário | 8 de março      | —                                | M/12  |
| 36 | Quem Matou Laura Paula                      | João Capela                                  | Comédia, thriller      | 2 de março      | —                                | M/14  |
| 37 | Rua dos Anjos                               | Renata Ferraz Maria Roxo                     | Documentário           | 28 de setembro  | —                                | M/14  |
| 38 | Sacavém                                     | Júlio Alves                                  | Documentário           | 23 de março     | —                                | M/12  |
| 39 | A Sibila                                    | Eduardo Brito                                | Drama                  | 12 de outubro   | —                                | M/12  |
| 40 | Soldado Nobre                               | Jorge Vaz Gomes                              | Documentário           | 13 de abril     | —                                | M/12  |
| 41 | Sombras Brancas                             | Fernando Vendrell                            | Drama                  | 20 de abril     | —                                | M/14  |
| 42 | Super Natural                               | Jorge Jácome                                 | Fantasia               | 1 de junho      | —                                | M/12  |
| 43 | Terra Que Marca                             | Raul Domingues                               | Documentário           | 30 de março     | —                                | M/12  |
| 44 | O Último Animal                             | Leonel Vieira                                | Drama, thriller        | 30 de novembro  | Brasil                           | M/16  |
| 45 | Vadio                                       | Simão Cayatte                                | Drama                  | 4 de maio       | França · Polónia                 | M/14  |
| 46 | Viagem ao Sol                               | Susana de Sousa Dias Ansgar Schäefer         | Documentário           | 28 de dezembro  | —                                | —     |
| 47 | La Visita y Un Jardín secreto               | Irene M. Borrego                             | Documentário           | 16 de novembro  | França                           | M/12  |
| 48 | Viver Mal                                   | João Canijo                                  | Drama                  | 11 de maio      | França                           | M/14  |
| 49 | Yoon                                        | Pedro Figueiredo Neto Ricardo Falcão         | Documentário           | 4 de maio       | —                                | M/12  |